# Jardins de la Font del Rector
Els Jardins de la Font del Rector és un parc metropolità ubicat al municipi de Sant Climent de Llobregat obert al públic l'any 2021.
Els Jardins de la Font del Rector són un espai verd recuperat per al gaudi públic del municipi, que conserva la configuració del terreny. El nom dels jardins ve de l'anomenada Font del Rector, que es troba en el decurs del torrent que neix sota la Creu del Padró i acaba confluint amb la riera de les Comes, a l'alçada de la plaça de la Vila de Sant Climent. El parc dels Jardins de la Font del Rector, un dels principals eixos culturals i de mobilitat del municipi, és una zona verda que connecta l'entorn natural amb el nucli urbà de Sant Climent. Hi destaquen edificis com la Biblioteca Ca l'Altisent, l'ajuntament, la Església parroquial de Sant Climent de Llobregat, el parc de l'Església o el Museu d’Eines del Pagès; i elements patrimonials, com la mateixa Font del Rector, restaurada amb el suport d'Aigües de Barcelona o l'anomenat Pou del Gos. Segons explica la llegenda, l'Hort del Rector va ser l'enclavament en què es va plantar el primer cirerer del municipi, l'arbre fruiter pel qual és especialment coneguda aquesta població.
L'espai, el condicionament del qual ha costat 497.622 € euros, és un eix verd que funciona com un connector entre la muntanya i el nucli urbà, i respecta la configuració original del terreny, inclosa la riera, respectant l'entorn natural. Així, s'han conservat els exemplars d'arbres de grans dimensions de la zona, com ara un eucaliptus, lledoners, llorers i un xiprer, i també s'han plantat noves espècies com ara roures, alzines o cirerers. El Parc disposa d'enllumenat LED de baix consum i té habilitades àrees de descans. A més a més, està totalment adaptat per a persones amb mobilitat reduïda, amb una passarel·la de fusta i rampes per facilitar els desplaçaments entre la plaça de la Vila, el Padró i el sector de la Rodera. L'itinerari accessible connecta els dos marges de la riera amb la nova plaça de la biblioteca i la zona alta del poble, i aconsegueix que la zona funcioni com a connector ecològic entre el torrent del Rector, la muntanya de Sant Ramon i els espais naturals de les muntanyes de l'Ordal i el massís de Garraf.